# Santuario della Madonna della Fontana (Crevacuore)
Il santuario della Madonna della Fontana è un santuario situato nel comune di Crevacuore e dedicato alla Madonna. È collocato in posizione isolata tra la frazione Azoglio e il confine con il comune di Sostegno.

## Storia

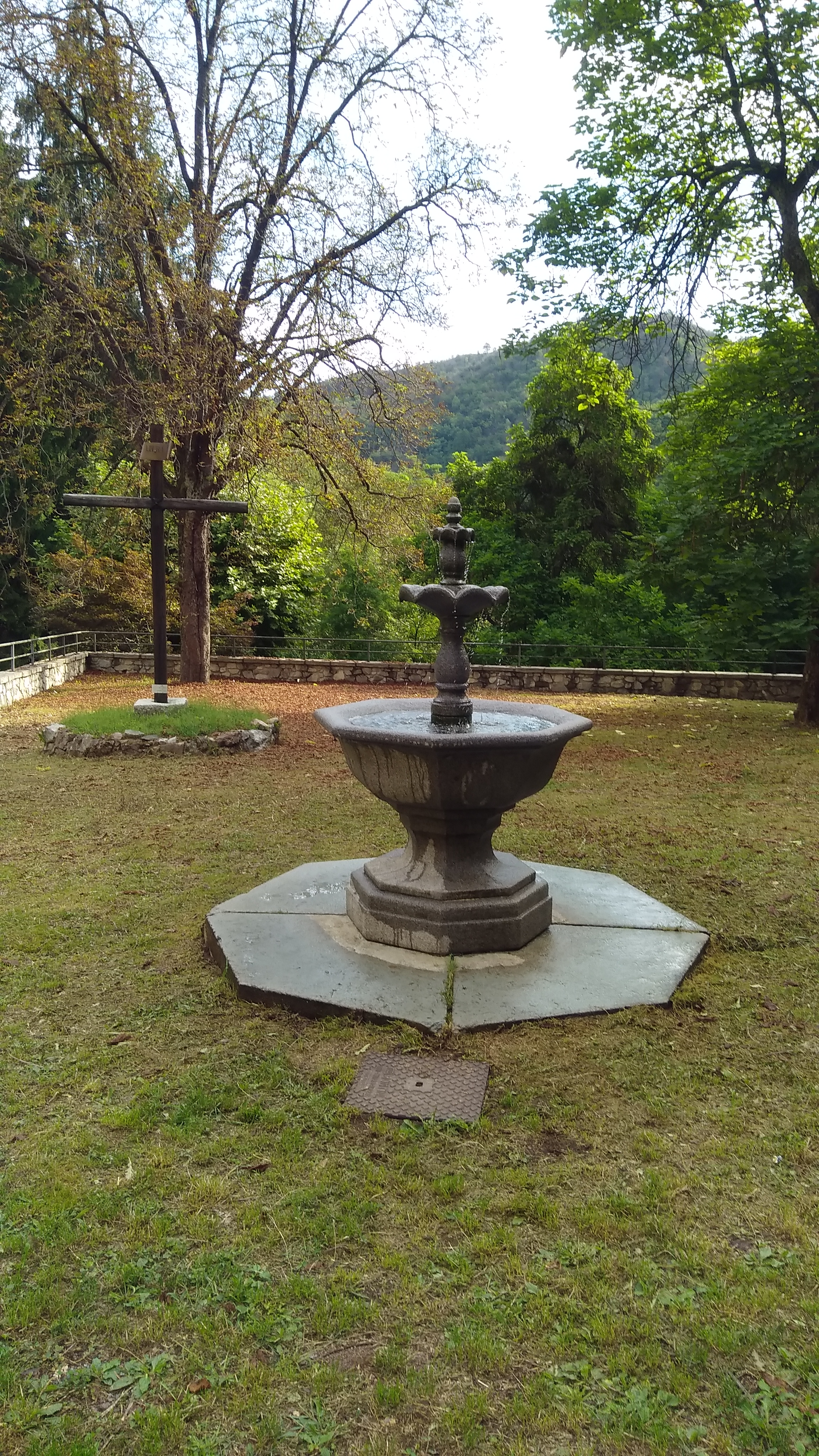
La fonte

L'otto settembre 1534nel luogo dove oggi sorge il santuario ad una giovane pastora di nome Maria Raviciotti apparve la Madonna. La ragazza, che era muta, riacquistò la parola e riferì che la Vergine aveva espresso la volontà che sul luogo dell'apparizione, una valletta dove scorre un ruscello, le venisse costruito un santuario. Venne così costruita una prima cappella e si diffuse l'uso di bagnarsi nell'acqua del rio, che venne raccolta in una vasca e a partire dal 1836 fu resa disponibile ai fedeli facendola sgorgare dalla fontana che oggi sta al centro del piazzale antistante la chiesa principale. La cappella venne a sua volta ingrandita e nel 1606 raggiunse l'attuale struttura architettonica. Al suo interno, nella cappella che sovrasta la sorgente oggetto di venerazione, è conservato un affresco del XIV secolo ridipinto nel Cinquecento.

## Descrizione

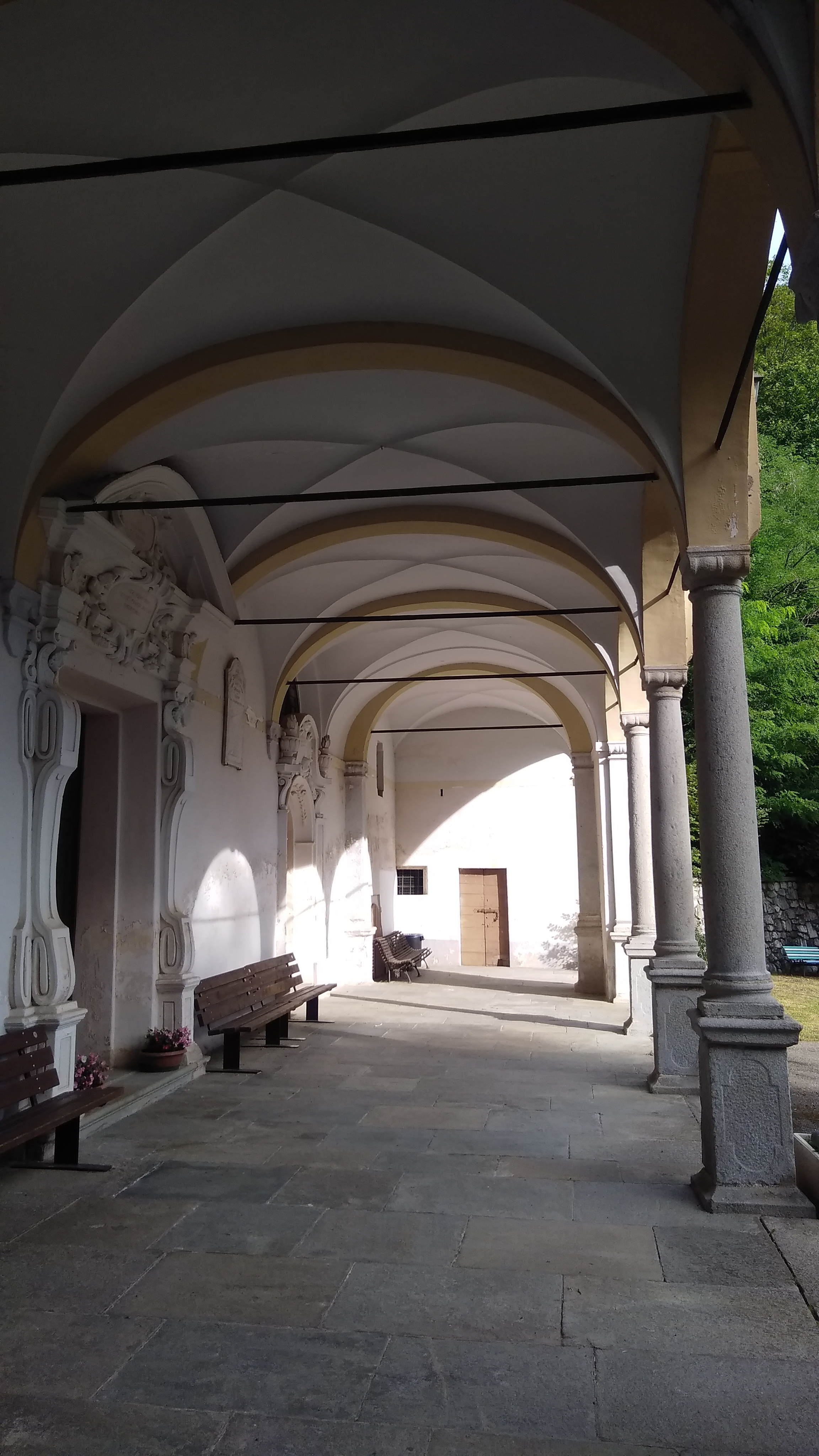
Il portico

Attualmente il santuario è costituito da una chiesa a tre navate, ognuna delle quali è fronteggiata da una distinta porta d'accesso. La cupola si trova al centro dell'edificio, che si affaccia sul cortile con un portico a cinque arcate sovrastato da alcune stanze di abitazione. Sono presenti decorazioni a stucco e statue realizzate nel 1705 dai fratelli Zaninetti, valsesiani di Breia; inoltre vari affreschi dipinti da Antonio Orgiazzi e da Tarquinio Grassi ornano l'interno della chiesa. Il viale alberato che dà accesso al santuario è fiancheggiato da affreschi del XVIII secolo riguardanti la vita della Madonna. 
Ogni anno l'8 settembre si celebra la festa del santuario.

## Escursionismo
Il santuario della Madonna della Fontana può essere raggiunto a piedi in pochi minuti dalla provinciale che collega Crevacuore con Sostegno, percorrendo il viale di accesso. È inoltre tra gli edifici religiosi collegati dal percorso escursionistico-devozionale Le Valli della Fede. A breve distanza dal santuario (Azoglio) transita anche la Grande traversata del Biellese.